# Lista över största containerfartyg
Detta är en lista över containerfartyg med en kapacitet större än 20 000 tjugofotsekvivalenter (TEU).
Containerskip har byggts i allt större storlekar för att dra fördel av stordriftsfördelar och minska kostnaderna som en del av intermodala godstransporter. Containerfartyg är också föremål för vissa begränsningar i storlek. Dessa är främst tillgången på tillräckligt stora huvudmotorer och tillgången på ett tillräckligt antal hamnar och terminaler som är förberedda och utrustade för att hantera extremt stora containerfartyg. Några av världens viktigaste vattenvägar, till exempel Suezkanalen och Singaporesundet, begränsar dessutom de maximala måtten på ett fartyg som kan passera dem.
År 2016 definierade Prokopowicz och Berg-Andreassen ett containerskip med en kapacitet på 10 000 till 20 000 TEU som ett Väldigt Stort Containerfartyg (på engelska: Very Large Container Ship - VLCS), och ett med en kapacitet större än 20 000 TEU som ett Extremt Stort Containerfartyg (på engelska: Ultra Large Container Ship - ULCS).
Från och med augusti 2021 innehas rekordet för flest containrar lastade på ett enda fartyg av Ever Ace, som transporterade totalt 21 710 TEU containrar från Yantian till Europa.

## Färdiga fartyg
| #  | Byggd | Namn                             | l.ö.a | bredd | Maximal TEU | GT      | Operatör            | Flagga        | Bild | Ref         |
| #  | Byggd | Namn                             | (m)   | (m)   | Maximal TEU | GT      | Operatör            | Flagga        | Bild | Ref         |
| -- | ----- | -------------------------------- | ----- | ----- | ----------- | ------- | ------------------- | ------------- | ---- | ----------- |
| 1  | 2021  | Ever Ace                         | 399,9 | 61,5  | 23 992      | 235 579 | Evergreen (Taiwan)  | Panama        |      | [ 3 ] [ 4 ] |
| 1  | 2021  | Ever Act                         | 399,9 | 61,5  | 23 992      | 235 579 | Evergreen (Taiwan)  | Panama        |      |             |
| 1  | 2021  | Ever Aim                         | 399,9 | 61,5  | 23 992      | 235 579 | Evergreen (Taiwan)  | Panama        |      |             |
| 1  | 2021  | Ever Alp                         | 399,9 | 61,5  | 23 992      | 235 579 | Evergreen (Taiwan)  | Panama        |      |             |
| 1  | 2022  | Ever Arm                         | 399,9 | 61,5  | 23 992      | 235 579 | Evergreen (Taiwan)  | Taiwan        |      |             |
|    |       |                                  |       |       |             |         |                     |               |      |             |
| 2  | 2020  | HMM Algeciras                    | 399,9 | 61,0  | 23 964      | 228 283 | HMM (Sydkorea)      | Panama        |      | [ 5 ] [ 6 ] |
| 2  | 2020  | HMM Copenhagen                   | 399,9 | 61,0  | 23 964      | 228 283 | HMM (Sydkorea)      | Panama        |      | [ 6 ]       |
| 2  | 2020  | HMM Dublin                       | 399,9 | 61,0  | 23 964      | 228 283 | HMM (Sydkorea)      | Panama        |      | [ 6 ]       |
| 2  | 2020  | HMM Gdansk                       | 399,9 | 61,0  | 23 964      | 228 283 | HMM (Sydkorea)      | Panama        |      | [ 6 ]       |
| 2  | 2020  | HMM Hamburg                      | 399,9 | 61,0  | 23 964      | 228 283 | HMM (Sydkorea)      | Panama        |      | [ 6 ]       |
| 2  | 2020  | HMM Helsinki                     | 399,9 | 61,0  | 23 964      | 228 283 | HMM (Sydkorea)      | Panama        |      | [ 6 ]       |
| 2  | 2020  | HMM Le Havre                     | 399,9 | 61,0  | 23 964      | 228 283 | HMM (Sydkorea)      | Panama        |      | [ 6 ]       |
|    |       |                                  |       |       |             |         |                     |               |      |             |
| 3  | 2020  | HMM Oslo                         | 399,9 | 61,5  | 23 820      | 232 311 | HMM (Sydkorea)      | Panama        |      | [ 6 ]       |
| 3  | 2020  | HMM Rotterdam                    | 399,9 | 61,5  | 23 820      | 232 311 | HMM (Sydkorea)      | Panama        |      | [ 6 ]       |
| 3  | 2020  | HMM Southampton                  | 399,9 | 61,5  | 23 820      | 232 311 | HMM (Sydkorea)      | Panama        |      | [ 6 ]       |
| 3  | 2020  | HMM Stockholm                    | 399,9 | 61,5  | 23 820      | 232 311 | HMM (Sydkorea)      | Panama        |      | [ 6 ]       |
| 3  | 2020  | HMM St Petersburg                | 399,9 | 61,5  | 23 820      | 232 311 | HMM (Sydkorea)      | Panama        |      | [ 6 ]       |
|    |       |                                  |       |       |             |         |                     |               |      |             |
| 4  | 2019  | MSC Gülsün                       | 399,9 | 61,5  | 23 756      | 232 618 | MSC (Schweiz)       | Panama        |      | [ 7 ]       |
| 4  | 2019  | MSC Samar                        | 399,9 | 61,5  | 23 756      | 232 618 | MSC (Schweiz)       | Panama        |      | [ 8 ]       |
| 4  | 2019  | MSC Leni                         | 399,9 | 61,5  | 23 756      | 232 618 | MSC (Schweiz)       | Panama        |      | [ 9 ]       |
| 4  | 2019  | MSC Mia                          | 399,9 | 61,5  | 23 756      | 232 618 | MSC (Schweiz)       | Panama        |      | [ 10 ]      |
| 4  | 2019  | MSC Febe                         | 399,9 | 61,5  | 23 756      | 232 618 | MSC (Schweiz)       | Panama        |      | [ 11 ]      |
| 4  | 2020  | MSC Ambra                        | 399,9 | 61,5  | 23 756      | 232 618 | MSC (Schweiz)       | Panama        |      | [ 12 ]      |
|    |       |                                  |       |       |             |         |                     |               |      |             |
| 5  | 2019  | MSC Mina                         | 399,8 | 61,0  | 23 656      | 228 741 | MSC (Schweiz)       | Panama        |      | [ 13 ]      |
| 5  | 2019  | MSC Isabella                     | 399,8 | 61,0  | 23 656      | 228 741 | MSC (Schweiz)       | Panama        |      | [ 14 ]      |
| 5  | 2019  | MSC Arina                        | 399,8 | 61,0  | 23 656      | 228 741 | MSC (Schweiz)       | Panama        |      | [ 15 ]      |
| 5  | 2019  | MSC Nela                         | 399,8 | 61,0  | 23 656      | 228 741 | MSC (Schweiz)       | Panama        |      | [ 16 ]      |
| 5  | 2019  | MSC Sixin                        | 399,8 | 61,0  | 23 656      | 228 741 | MSC (Schweiz)       | Panama        |      | [ 17 ]      |
| 5  | 2021  | MSC Apolline                     | 399,8 | 61,0  | 23 656      | 228 786 | MSC (Schweiz)       | Liberia       |      | [ 18 ]      |
| 5  | 2021  | MSC Amelia                       | 399,8 | 61,0  | 23 656      | 228 786 | MSC (Schweiz)       | Liberia       |      | [ 19 ]      |
| 5  | 2021  | MSC Diletta                      | 399,8 | 61,0  | 23 656      | 228 786 | MSC (Schweiz)       | Liberia       |      | [ 20 ]      |
|    |       |                                  |       |       |             |         |                     |               |      |             |
| 6  | 2020  | CMA CGM Jacques Saadé            | 399,9 | 61,3  | 23 112      | 236 583 | CMA CGM (Frankrike) | Frankrike     |      | [ 21 ]      |
| 6  | 2020  | CMA CGM Champs Elysées           | 399,9 | 61,3  | 23 112      | 236 583 | CMA CGM (Frankrike) | Frankrike     |      | [ 22 ]      |
| 6  | 2020  | CMA CGM Palais Royal             | 399,9 | 61,3  | 23 112      | 236 583 | CMA CGM (Frankrike) | Frankrike     |      | [ 23 ]      |
| 6  | 2020  | CMA CGM Louvre                   | 399,9 | 61,3  | 23 112      | 236 583 | CMA CGM (Frankrike) | Frankrike     |      | [ 24 ]      |
| 6  | 2021  | CMA CGM Rivoli                   | 399,9 | 61,3  | 23 112      | 236 583 | CMA CGM (Frankrike) | Frankrike     |      | [ 25 ]      |
| 6  | 2021  | CMA CGM Montmartre               | 399,9 | 61,3  | 23 112      | 236 583 | CMA CGM (Frankrike) | Frankrike     |      | [ 26 ]      |
| 6  | 2021  | CMA CGM Concorde                 | 399,9 | 61,3  | 23 112      | 236 583 | CMA CGM (Frankrike) | Frankrike     |      | [ 27 ]      |
| 6  | 2021  | CMA CGM Trocadero                | 399,9 | 61,3  | 23 112      | 236 583 | CMA CGM (Frankrike) | Frankrike     |      | [ 28 ]      |
| 6  | 2021  | CMA CGM Sorbonne                 | 399,9 | 61,3  | 23 112      | 236 583 | CMA CGM (Frankrike) | Frankrike     |      | [ 29 ]      |
|    |       |                                  |       |       |             |         |                     |               |      |             |
| 7  | 2017  | OOCL Hong Kong                   | 399,9 | 58,8  | 21 413      | 210 890 | OOCL (Hongkong)     | Hongkong      |      | [ 30 ]      |
| 7  | 2017  | OOCL Germany                     | 399,9 | 58,8  | 21 413      | 210 890 | OOCL (Hongkong)     | Hongkong      |      | [ 31 ]      |
| 7  | 2017  | OOCL Japan                       | 399,9 | 58,8  | 21 413      | 210 890 | OOCL (Hongkong)     | Hongkong      |      | [ 32 ]      |
| 7  | 2017  | OOCL United Kingdom              | 399,9 | 58,8  | 21 413      | 210 890 | OOCL (Hongkong)     | Hongkong      |      | [ 33 ]      |
| 7  | 2017  | OOCL Scandinavia                 | 399,9 | 58,8  | 21 413      | 210 890 | OOCL (Hongkong)     | Hongkong      |      | [ 34 ]      |
| 7  | 2018  | OOCL Indonesia                   | 399,9 | 58,8  | 21 413      | 210 890 | OOCL (Hongkong)     | Hongkong      |      | [ 35 ]      |
|    |       |                                  |       |       |             |         |                     |               |      |             |
| 8  | 2018  | COSCO Shipping Universe          | 400,0 | 58,6  | 21 237      | 215 553 | COSCO (Kina)        | Hongkong      |      | [ 36 ]      |
| 8  | 2018  | COSCO Shipping Nebula            | 400,0 | 58,6  | 21 237      | 215 553 | COSCO (Kina)        | Hongkong      |      | [ 37 ]      |
| 8  | 2019  | COSCO Shipping Galaxy            | 400,0 | 58,6  | 21 237      | 215 553 | COSCO (Kina)        | Hongkong      |      | [ 38 ]      |
| 8  | 2019  | COSCO Shipping Solar             | 400,0 | 58,6  | 21 237      | 215 553 | COSCO (Kina)        | Hongkong      |      | [ 39 ]      |
| 8  | 2019  | COSCO Shipping Star              | 400,0 | 58,6  | 21 237      | 215 553 | COSCO (Kina)        | Hongkong      |      | [ 40 ]      |
| 8  | 2019  | COSCO Shipping Planet            | 400,0 | 58,6  | 21 237      | 215 553 | COSCO (Kina)        | Hongkong      |      | [ 41 ]      |
|    |       |                                  |       |       |             |         |                     |               |      |             |
| 9  | 2018  | CMA CGM Antoine de Saint Exupéry | 400,0 | 59,0  | 20 954      | 219 277 | CMA CGM (Frankrike) | Frankrike     |      | [ 42 ]      |
| 9  | 2018  | CMA CGM Jean Mermoz              | 400,0 | 59,0  | 20 954      | 219 277 | CMA CGM (Frankrike) | Malta         |      | [ 43 ]      |
| 9  | 2018  | CMA CGM Louis Blériot            | 400,0 | 59,0  | 20 954      | 219 277 | CMA CGM (Frankrike) | Malta         |      | [ 44 ]      |
|    |       |                                  |       |       |             |         |                     |               |      |             |
| 10 | 2017  | Madrid Maersk                    | 399,0 | 58,6  | 20 568      | 214 286 | Maersk (Danmark)    | Danmark       |      | [ 45 ]      |
| 10 | 2017  | Munich Maersk                    | 399,0 | 58,6  | 20 568      | 214 286 | Maersk (Danmark)    | Danmark       |      | [ 46 ]      |
| 10 | 2017  | Moscow Maersk                    | 399,0 | 58,6  | 20 568      | 214 286 | Maersk (Danmark)    | Danmark       |      | [ 47 ]      |
| 10 | 2017  | Milan Maersk                     | 399,0 | 58,6  | 20 568      | 214 286 | Maersk (Danmark)    | Danmark       |      | [ 48 ]      |
| 10 | 2017  | Monaco Maersk                    | 399,0 | 58,6  | 20 568      | 214 286 | Maersk (Danmark)    | Danmark       |      | [ 49 ]      |
| 10 | 2018  | Marseille Maersk                 | 399,0 | 58,6  | 20 568      | 214 286 | Maersk (Danmark)    | Danmark       |      | [ 50 ]      |
| 10 | 2018  | Manchester Maersk                | 399,0 | 58,6  | 20 568      | 214 286 | Maersk (Danmark)    | Danmark       |      | [ 51 ]      |
| 10 | 2018  | Murcia Maersk                    | 399,0 | 58,6  | 20 568      | 214 286 | Maersk (Danmark)    | Danmark       |      | [ 52 ]      |
| 10 | 2018  | Manila Maersk                    | 399,0 | 58,6  | 20 568      | 214 286 | Maersk (Danmark)    | Danmark       |      | [ 53 ]      |
| 10 | 2018  | Mumbai Maersk                    | 399,0 | 58,6  | 20 568      | 214 286 | Maersk (Danmark)    | Danmark       |      | [ 54 ]      |
| 10 | 2019  | Maastricht Maersk                | 399,0 | 58,6  | 20 568      | 214 286 | Maersk (Danmark)    | Danmark       |      | [ 55 ]      |
|    |       |                                  |       |       |             |         |                     |               |      |             |
| 11 | 2017  | MOL Truth                        | 399,0 | 58,0  | 20 182      | 210 691 | ONE (Japan)         | Panama        |      | [ 56 ]      |
| 11 | 2018  | MOL Treasure                     | 399,0 | 58,0  | 20 182      | 210 691 | ONE (Japan)         | Panama        |      | [ 57 ]      |
|    |       |                                  |       |       |             |         |                     |               |      |             |
| 12 | 2017  | MOL Triumph                      | 400,0 | 58,8  | 20 170      | 210 678 | ONE (Japan)         | Marshallöarna |      | [ 58 ]      |
| 12 | 2017  | MOL Trust                        | 400,0 | 58,8  | 20 170      | 210 678 | ONE (Japan)         | Marshallöarna |      | [ 59 ]      |
| 12 | 2017  | MOL Tribute                      | 400,0 | 58,8  | 20 170      | 210 678 | ONE (Japan)         | Marshallöarna |      | [ 60 ]      |
| 12 | 2017  | MOL Tradition                    | 400,0 | 58,8  | 20 170      | 210 678 | ONE (Japan)         | Marshallöarna |      | [ 61 ]      |
|    |       |                                  |       |       |             |         |                     |               |      |             |
| 13 | 2019  | Ever Glory                       | 400,0 | 58,8  | 20 160      | 219 775 | Evergreen (Taiwan)  | Liberia       |      | [ 62 ]      |
| 13 | 2019  | Ever Govern                      | 400,0 | 58,8  | 20 160      | 219 688 | Evergreen (Taiwan)  | Panama        |      | [ 63 ]      |
| 13 | 2019  | Ever Globe                       | 400,0 | 58,8  | 20 160      | 219 775 | Evergreen (Taiwan)  | Panama        |      | [ 64 ]      |
| 13 | 2019  | Ever Greet                       | 400,0 | 58,8  | 20 160      | 219 688 | Evergreen (Taiwan)  | Panama        |      | [ 65 ]      |
|    |       |                                  |       |       |             |         |                     |               |      |             |
| 14 | 2018  | Ever Golden                      | 400,0 | 58,8  | 20 124      | 219 079 | Evergreen (Taiwan)  | Panama        |      | [ 66 ]      |
| 14 | 2018  | Ever Goods                       | 400,0 | 58,8  | 20 124      | 219 079 | Evergreen (Taiwan)  | Panama        |      | [ 67 ]      |
| 14 | 2018  | Ever Genius                      | 400,0 | 58,8  | 20 124      | 219 400 | Evergreen (Taiwan)  | Panama        |      | [ 68 ]      |
| 14 | 2018  | Ever Given                       | 400,0 | 58,8  | 20 124      | 219 079 | Evergreen (Taiwan)  | Panama        |      | [ 69 ]      |
| 14 | 2018  | Ever Gifted                      | 400,0 | 58,8  | 20 124      | 219 352 | Evergreen (Taiwan)  | Singapore     |      | [ 70 ]      |
| 14 | 2019  | Ever Grade                       | 400,0 | 58,8  | 20 124      | 219 158 | Evergreen (Taiwan)  | Panama        |      | [ 71 ]      |
| 14 | 2019  | Ever Gentle                      | 400,0 | 58,8  | 20 124      | 217 612 | Evergreen (Taiwan)  | Liberia       |      | [ 72 ]      |
|    |       |                                  |       |       |             |         |                     |               |      |             |
| 15 | 2018  | COSCO Shipping Taurus            | 399,8 | 58,7  | 20 119      | 194 864 | COSCO (Kina)        | Hongkong      |      | [ 73 ]      |
| 15 | 2018  | COSCO Shipping Gemini            | 399,9 | 58,7  | 20 119      | 194 864 | COSCO (Kina)        | Hongkong      |      | [ 74 ]      |
| 15 | 2018  | COSCO Shipping Virgo             | 399,9 | 58,7  | 20 119      | 194 864 | COSCO (Kina)        | Hongkong      |      | [ 75 ]      |
| 15 | 2018  | COSCO Shipping Libra             | 399,7 | 58,7  | 20 119      | 194 864 | COSCO (Kina)        | Hongkong      |      | [ 76 ]      |
| 15 | 2018  | COSCO Shipping Sagittarius       | 399,7 | 58,7  | 20 119      | 194 864 | COSCO (Kina)        | Hongkong      |      | [ 77 ]      |

## Beställda fartyg
| Leverans | Operatör                       | Antal                                                                            | Max TEU | Ref.          |
| -------- | ------------------------------ | -------------------------------------------------------------------------------- | ------- | ------------- |
| 2023     | Mediterranean Shipping Company | 4x Hudong-Zhonghua Shipbuilding 4x Jiangnan Shipyard 2x Yangzijiang Shipbuilding | 24 232  | [ 78 ] [ 79 ] |
| 2023     | Ocean Network Express (ONE)    | 6x Imabari Shipbuilding and Japan Marine United                                  | 24 000  | [ 80 ]        |
| 2023     | Seaspan ULC                    | 2x                                                                               | 24 000  | [ 81 ]        |
| 2022     | Evergreen                      | 6x Samsung Heavy Industries                                                      | 23 992  | [ 82 ] [ 83 ] |
| 2022     | Evergreen                      | 2x Jiangnan Shipyard 4x Hudong-Zhonghua Shipbuilding                             | 23 888  | [ 84 ] [ 82 ] |
| 2021     | Mediterranean Shipping Company | 5x Daewoo Shipbuilding & Marine Engineering                                      | 23 656  | [ 85 ]        |
| 2023     | Hapag-Lloyd                    | 12x Daewoo Shipbuilding & Marine Engineering                                     | 23 500+ | [ 86 ] [ 87 ] |
| 2023     | OOCL                           | 6x Nantong COSCO KHI Ship Engineering 6x Dalian COSCO KHI Ship Engineering       | 23 000  | [ 88 ] [ 89 ] |

## Rekord för lastning på ett containerfartyg
| Avgång           | Ship                  | TEU    | Hamn            | Destination | Ref.   |
| ---------------- | --------------------- | ------ | --------------- | ----------- | ------ |
| 14 augusti 2021  | Ever Ace              | 21 710 | Yantian         | Rotterdam   | [ 2 ]  |
| 8 april 2021     | CMA CGM Jacques Saadé | 21 433 | Singapore       | Le Havre    | [ 90 ] |
| 12 oktober 2020  | CMA CGM Jacques Saadé | 20 723 | Singapore       | Le Havre    | [ 91 ] |
| 8 maj 2020       | HMM Algeciras         | 19 621 | Yantian         | Rotterdam   | [ 92 ] |
| 28 juli 2019     | MSC Gülsün            | 19 574 | Tanjung Pelepas | Algeciras   | [ 93 ] |
| 1 juni 2019      | Monaco Maersk         | 19 284 | Tanjung Pelepas | Rotterdam   | [ 94 ] |
| 11 februari 2019 | MOL Tribute           | 19 190 | Singapore       | Southampton | [ 95 ] |
| augusti 2018     | Mumbai Maersk         | 19 038 | Tanjung Pelepas | Rotterdam   | [ 96 ] |